# Bush Shoe monument
Het Bush Shoe monument was een beeldwerk van Laith al-Amiri in Tikrit.

## Omschrijving
Het monument betrof een grote schoen met een plant erin. 
Het werd opgericht in januari 2009 ter nagedachtenis van het feit dat journalist Muntazer al-Zaidi een schoen wierp naar de Amerikaanse president George Bush en de Iraakse eerste minister Nuri al-Maliki. De schoen was gemaakt van glasvezelversterkte kunststof gecoat met koper. Het monument was 3½  meter hoog, 2½ meter lang en 1½ meter breed. Een dag nadat het werk was ingehuldigd werd het verwijderd.